# Sara Ducci
Sara Ducci (née en 1971) est une physicienne italienne dont les recherches portent sur la formation de motifs en optique non linéaire, les oscillateurs paramétriques optiques, l'optomécanique en cavité, la photonique quantique intégrée et la génération d'intrication quantique. Elle travaille en France comme professeure à l'Université Paris Cité, associée au Laboratoire Matériaux et Phénomènes Quantiques (MPQ).

## Éducation et carrière
Sara Ducci est née en 1971 à Montevarchi. Elle a étudié la physique à l'Université de Florence, où elle a obtenu une laurea et un doctorat.
Elle a été chercheuse postdoctorale au Laboratoire Kastler–Brossel à Paris de 2000 à 2001. Après un poste temporaire à l'École normale supérieure Paris-Saclay, elle a rejoint l'Université Paris Diderot, l'une des institutions prédécesseures de l'Université Paris Cité, en 2002. Elle a été promue professeure titulaire en 2008.

## Reconnaissance
Sara Ducci a été nommée membre junior de l'Institut Universitaire de France en 2012. La Société Française de Physique lui a décerné le prix Louis Ancel en 2016.
Optica l'a nommée Optica Fellow 2024, «pour ses réalisations significatives dans le domaine de la photonique quantique non linéaire intégrée, des fondamentaux aux applications, et pour son profond engagement envers l'éducation et le mentorat».